# Olympische Winterspiele 1952/Teilnehmer (Vereinigte Staaten)
| Gelbes Symbol für Goldmedaillen mit stilisierten Olympischen Ringen | Graues Symbol für Silbermedaillen mit stilisierten Olympischen Ringen | Braundes Symbol für Bronzemedaillen mit stilisierten Olympischen Ringen |
| ------------------------------------------------------------------- | --------------------------------------------------------------------- | ----------------------------------------------------------------------- |
| 4                                                                   | 6                                                                     | 1                                                                       |

Die Vereinigten Staaten nahmen an den VI. Olympischen Winterspielen 1952 in der norwegischen Hauptstadt Oslo mit einer Delegation von 66 Athleten in allen acht Disziplinen teil, davon 56 Männer und 10 Frauen. Mit vier Gold-, sechs Silber- und einer Bronzemedaille waren die Vereinigten Staaten die zweitbeste Nation bei diesen Spielen.
Fahnenträger bei der Eröffnungsfeier war der Bobfahrer James Bickford.

## Teilnehmer nach Sportarten

### Bob
Männer, Zweier
- Stanley Benham, Patrick Martin (USA-1)
Silber  (5:26,89 min)

- Frederick Fortune, Hank Whisher (USA-2)
7. Platz (5:33,82 min)

Männer, Vierer
- Stanley Benham, Patrick Martin, Howard Crossett, James Atkinson (USA-1)
Silber  (5:10,48 min)

- James Bickford, Hubert Miller, Maurice R. Severino, Joseph Scott (USA-2)
9. Platz (5:19,68 min)

### Eishockey
Männer
| - Allen Van - Andre Gambucci - Arnold Oss - Clifford Harrison - Donald Whiston - Gerald Kilmartin - James Sedin - John Mulhern | - John Noah - Joseph Czarnota - Ken Yackel - Leonard Ceglarski - Richard Desmond - Robert Rompre - Rube Bjorkman |

- Silber

### Eiskunstlauf
Männer
- Richard Button
Gold  (192,256)

- James Grogan
Bronze  (180,822)

- Hayes Alan Jenkins
4. Platz (174,589)

Frauen
- Tenley Albright
Silber  (159,133)

- Virginia Baxter
5. Platz (152,211)

- Sonya Klopfer
4. Platz (154,633)

Paare
- Janet Gerhauser & John Nightingale
6. Platz (10,289)

- Karol Kennedy & Peter Kennedy
Silber  (11,178)

### Eisschnelllauf
Männer
- Robert Fitzgerald
500 m: 15. Platz (44,9 s)

- Kenneth Henry
500 m: Gold  (43,2 s)
1500 m: 17. Platz (2:25,0 min)
5000 m: 29. Platz (8:59,9 min)

- Donald McDermott
500 m: Silber  (43,9 s)
1500 m: 28. Platz (2:28,8 min)

- Johnny Werket
500 m: 11. Platz (44,5 s)
1500 m: 12. Platz (2:24,3 min)
10.000 m: Rennen nicht beendet

- Pat McNamara
1500 m: 18. Platz (2:25,5 min)
5000 m: 24. Platz (8:53,4 min)
10.000 m: 16. Platz (18:08,7 min)

- Al Broadhurst
5000 m: 34. Platz (9:09,2 min)
10.000 m: 25. Platz (18:44,2 min)

- Chuck Burke
5000 m: 33. Platz (9:06,4 min)
10.000 m: 27. Platz (19:07,1 min)

### Nordische Kombination
- John Homer Caldwell
Einzel (Normalschanze / 18 km): 22. Platz (301,773)

- Theodore A. Farwell
Einzel (Normalschanze / 18 km): 11. Platz (401,454)

- Tom Jacobs
Einzel (Normalschanze / 18 km): 21. Platz (367,439)

- Paul Wegeman
Einzel (Normalschanze / 18 km): Langlaufrennen nicht beendet

### Ski Alpin
Männer
- Bill Beck
Abfahrt: 5. Platz (2:33,3 min)

- Dick Buek
Abfahrt: 12. Platz (2:39,1 min)

- Brooks Dodge
Abfahrt: 32. Platz (2:52,2 min)
Riesenslalom: 6. Platz (2:32,6 min)
Slalom: 9. Platz (2:04,7 min)

- Jack Reddish
Abfahrt: 14. Platz (2:41,5 min)
Riesenslalom: 24. Platz (2:39,5 min)
Slalom: 17. Platz (2:09,0 min)

- David Lawrence
Riesenslalom: 35. Platz (2:48,6 min)

- Jack Nagel
Riesenslalom: 29. Platz (2:42,0 min)
Slalom: im Vorlauf ausgeschieden

- Darrell Robinson
Slalom: 22. Platz (2:10,2 min)

Frauen
- Jannette Burr
Abfahrt: disqualifiziert
Riesenslalom: 22. Platz (2:19,2 min)
Slalom: 15. Platz (2:20,5 min)

- Betty Weir
Abfahrt: 19. Platz (1:55,7 min)

- Andrea Mead-Lawrence
Abfahrt: 17. Platz (1:55,3 min)
Riesenslalom: Gold  (2:06,8 min)
Slalom: Gold  (2:10,6 min)

- Catherine Rodolph
Abfahrt: 23. Platz (1:57,4 min)
Riesenslalom: 5. Platz (2:11,7 min)
Slalom: 21. Platz (2:24,0 min)

- Imogene Opton
Riesenslalom: 15. Platz (2:15,8 min)
Slalom: 5. Platz (2:14,1 min)

### Skilanglauf
Männer
- Wendell Broomhall
18 km: 57. Platz (1:14:06 h)
4 × 10 km Staffel: 12. Platz (2:53:28 h)

- John Burton
18 km: 67. Platz (1:16:47 h)
4 × 10 km Staffel: 12. Platz (2:53:28 h)

- John Homer Caldwell
18 km: 73. Platz (1:25:42 h)

- Theodore A. Farwell
18 km: 43. Platz (1:11:54 h)
4 × 10 km Staffel: 12. Platz (2:53:28 h)

- George Hovland
18 km: 71. Platz (1:18:05 h)
4 × 10 km Staffel: 12. Platz (2:53:28 h)

- Tom Jacobs
18 km: 66. Platz (1:16:43 h)

- Robert Pidacks
18 km: 72. Platz (1:18:25 h)

### Skispringen
- Art Devlin
Normalschanze: 15. Platz (201,5)

- Willis Olson
Normalschanze: 22. Platz (193,5)

- Art Tokle
Normalschanze: 18. Platz (199,5)

- Keith Wegeman
Normalschanze: 12. Platz (204,5)